# Martin Chittenden

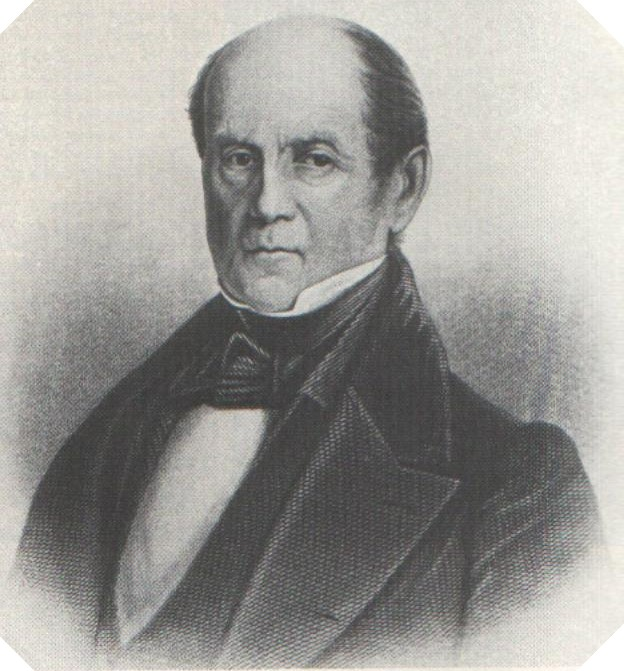
Martin Chittenden

Martin Chittenden (* 12. März 1763 in Salisbury, Litchfield County, Colony of Connecticut; † 5. September 1840 in Williston, Vermont) war ein US-amerikanischer Politiker, Jurist, Kongressabgeordneter und Gouverneur des US-Bundesstaates Vermont.

## Jugend – Sohn eines Karrierepolitikers
Martin Chittenden wurde 1763 in Salisbury als Sohn des Politikers und Juristen Thomas Chittenden geboren, der 13 Jahre später mit seiner Familie nach Vermont zog, um dort die Stadt Williston mitzubegründen. Hier startete der ältere Chittenden eine imponierende politische Karriere, die ihn zum langjährigen Gouverneur seiner neuen Heimat machte. Zwischen 1777 und 1797 war Thomas Chittenden rund 18 Jahre lang der erste Mann im Staate.

## Der Jurist
1789 machte Martin Chittenden den Abschluss am Dartmouth College in Hanover im Nachbarstaat New Hampshire, an dem Jahre zuvor auch sein Vater studiert hatte. Bereits kurz danach nahm er als Delegierter an der verfassunggebenden Versammlung teil, welche die Verfassung der Vereinigten Staaten verabschieden sollte. Nachdem Martin Chittenden mehrere Posten in der Judikative des Bundesstaates in der Umgebung von Jericho absolviert hatte, ernannte man ihn 1796 zum obersten Richter des Chittenden County, was einer gewissen Ironie entsprach, letztendlich aber eine Folge der beherrschenden Position seiner Familie war.

## Kongressabgeordneter
1803 wählte man ihn als Föderalisten ins Repräsentantenhaus der Vereinigten Staaten, wo er seinen Sitz bis 1813 einnahm. Im selben Jahr bestimmten ihn die Wahlmänner Vermonts zum Gouverneur ihres Staates. Damit löste er seinen zehn Jahre älteren Schwager Jonas Galusha, den Gatten seiner Schwester Mary, ab, der zwar inzwischen in das gegnerische politische Lager der Democratic Republicans gewechselt war, ihn selbst jedoch ebenso im Amt ablösen sollte.

## Politisches Scheitern als Gouverneur
Chittenden hatte sein Amt in einer machtpolitisch prekären Lage übernommen. Als Folge des Krieges von 1812 zwischen dem Vereinigten Königreich und den Vereinigten Staaten bedrohten die militärischen Auseinandersetzungen auch die Grenze zum nahen Kanada und somit die Existenz Vermonts.
Als im Wissen, dass britische Truppen sich in Richtung Plattsburgh im Bundesstaat New York bewegten, baten Mitglieder der Miliz Vermonts intervenieren zu dürfen. Chittenden lehnte dies am 10. November 1813 offiziell ab, da sie „beyond the limits of this state“, also die Angelegenheiten Vermonts nicht betreffen würden, auch wenn die Milizführer behaupteten, dass dies eine Folge des Drucks seiner politischen Berater gewesen wäre. Indirekt legte man ihm jedoch diese Haltung persönlich als Opportunismus oder gar Feigheit aus, sodass seine politische Karriere nach seiner Abwahl 1815 damit beendet war, obwohl Chittenden es selbst bis zum Generalmajor der Miliz (1803) gebracht hatte.
Nach seinem Ausscheiden aus der Politik arbeitete Martin Chittenden von 1821 bis 1823 Richter für Testamentsbestätigungen und verstarb im hohen Alter von 77 Jahren 1840 in Williston, wo er auch auf dem alten Friedhof begraben wurde.